# بلدرچین‌های نمادین
بلدرچین‌های نمادین (نام علمی: Coturnix) نام یک سرده از تیره قرقاولان است.
بلدرچین‌های نمادین با بلدرچین بوته‌زار جنگلی، دُرٌاج‌ها، کبک‌های صخره، و خروس‌های برفی خویشاوندند. بلدرچین‌های اصلی و سرده‌هایی که نام برده‌شد با هم یک گروه فراگیر را تشکیل می‌دهند که بلدرچینیان (Coturnixininae) نام گرفته و زیرخانواده‌ای را در خانواده قرقاولان تشکیل می‌دهد.

## گونه‌ها
| گونه‌های بلدرچین‌های نمادین                      | گونه‌های بلدرچین‌های نمادین | گونه‌های بلدرچین‌های نمادین | گونه‌های بلدرچین‌های نمادین |         |
| ---------------------------------------------- | ------------------------- | ------------------------- | ------------------------- | ------- |
| نام فارسی و نام علمی                           | class="unsortable"        | نگاره                     | توصیف                     | زیستگاه |
| بلدرچین آبی آفریقایی (Coturnix adansonii)      |                           |                           |                           |         |
| بلدرچین آبی آسیایی (Coturnix chinensis)        |                           |                           |                           |         |
| بلدرچین بارانی (Coturnix coromandelica)        |                           |                           |                           |         |
| بلدرچین جلف (Coturnix delegorguei)             |                           |                           |                           |         |
| بلدرچین معمولی (Coturnix coturnix)             |                           |                           |                           |         |
| †بلدرچین جزایر قناری (Coturnix gomerae) (فسیل) |                           |                           |                           |         |
| بلدرچین ژاپنی (Coturnix japonica)              |                           |                           |                           |         |
| †بلدرچین نیوزیلند (Coturnix novaezelandiae)    |                           | (منقرض)                   |                           |         |
| بلدرچین کاهی (Coturnix pectoralis)             |                           |                           |                           |         |
| بلدرچین قهوه‌ای (Coturnix ypsilophora)          |                           |                           |                           |         |